# Pensiero controfattuale
Per pensiero controfattuale si intende un concetto psicologico che coinvolge la tendenza umana a creare possibili alternative a eventi che si sono già verificati; il pensiero controfattuale è, come afferma l'aggettivo: "contrario ai fatti". Questi pensieri esordiscono tipicamente con "E se?" o "Se solo avessi..." e si verificano quando si riflette su come certi eventi sarebbero potuti andare diversamente.

## Storia
L'origine del pensiero controfattuale ha radici filosofiche e può essere fatto risalire ai primi filosofi come Aristotele e Platone che riflettevano sullo status epistemologico delle affermazioni ipotetiche e sulle loro conseguenze ipotetiche ma plausibili. Nel diciassettesimo secolo, il filosofo tedesco Leibniz sosteneva che potesse esserci un numero infinito di mondi alternativi, purché non fossero in conflitto con le leggi della logica. Il noto filosofo Nicholas Rescher (così come altri) ha scritto sull'interrelazione tra ragionamento controfattuale e logica modale. La relazione tra ragionamento controfattuale basato sulla logica modale è stata sfruttata anche in letteratura, pittura e poesia.

## Esempi
Nel caso delle medaglie olimpiche, il pensiero controfattuale spiega perché i vincitori di medaglia di bronzo sono spesso più soddisfatti del risultato rispetto alle medaglie d'argento. I pensieri controfattuali per le medaglie d'argento tendono a concentrarsi su quanto si sia stati vicini alla medaglia d'oro, pensando controfattualmente a un evento migliorativo (l'ipotetica vittoria), mentre le medaglie di bronzo tendono a pensare controfattualmente su come avrebbero potuto non vincere affatto una medaglia, mostrando un pensiero controfattuale peggiorativo.
Un altro esempio è la soddisfazione degli studenti universitari rispetto ai propri esami. Medvec e Savitsky hanno studiato la soddisfazione degli studenti universitari in base al fatto che il loro voto avesse appena mancato il limite per avere la promozione rispetto a quelli che avessero di poco superato il limite per una certa categoria. Gli studenti entrati per poco in una categoria di voto tendevano a pensare controfattualmente al ribasso ed erano più soddisfatti, pensando che le cose sarebbero potute andare peggio. Questi studenti tendevano a pensare in termini di "Almeno io ho". Tuttavia, gli studenti che erano estremamente vicini a entrare nella categoria immediatamente più alta hanno mostrato una maggiore insoddisfazione e tendevano a pensare controfattualmente verso l'alto, concentrandosi su una situazione che avrebbe potuto essere migliore. Questi studenti tendevano a pensare nei termini di "avrei potuto".